# 塞夫利耶沃市鎮
42°59′N 25°0′E / 42.983°N 25.000°E
塞夫利耶沃市，是保加利亞的城鎮，位於該國中部，由加布羅沃州負責管轄，首府設於塞夫利耶沃，面積1,040平方公里，2009年人口39,537，人口密度每平方公里38.02人。